# Batrachuperus londongensis
Batrachuperus londongensis é uma espécie de anfíbio caudado pertencente à família Hynobiidae. Endêmico da China.